# Маріус Лекетуш
Ма́ріус Міха́й Ле́кетуш (рум. Marius Mihai Lăcătuș, нар. 4 квітня 1964, Брашов, Брашов, Румунія) — румунський футболіст, нападник. По завершенні ігрової кар'єри — футбольний тренер.
Як гравець насамперед відомий виступами за «Стяуа», а також національну збірну Румунії.

## Клубна кар'єра
Народився 4 квітня 1964 року в місті Брашов. Вихованець футбольної школи клубу «Брашов». Дорослу футбольну кар'єру розпочав 1981 року в основній команді того ж клубу, в якій провів два сезони, взявши участь у 45 матчах чемпіонату.
Своєю грою за цю команду привернув увагу представників тренерського штабу «Стяуа», до складу якого приєднався 1983 року. Відіграв за бухарестську команду наступні сім сезонів своєї ігрової кар'єри. Більшість часу, проведеного у складі «Стяуа», був основним гравцем атакувальної ланки команди і одним з головних бомбардирів команди, маючи середню результативність на рівні 0,36 голу за гру першості. За цей час п'ять разів виборював титул чемпіона Румунії, ставав володарем Кубка чемпіонів УЄФА, Суперкубка УЄФА та кубка Румунії.
З 1990 по 1993 рік грав за кордоном у складі італійської «Фіорентини» та іспанського «Реал Ов'єдо».
1993 року повернувся до «Стяуа». Цього разу провів у складі команди шість сезонів. Граючи у складі «Стяуа» знову здебільшого виходив на поле в основному складі команди. За цей час додав до переліку своїх трофеїв ще п'ять титулів чемпіона Румунії і тричі ставав володарем Кубка та Суперкубка Румунії.
Завершив професійну ігрову кар'єру у «Націоналі», за який виступав протягом 1999–2000 років.

## Виступи за збірну
1984 року дебютував в офіційних матчах у складі національної збірної Румунії.
У складі збірної був учасником чемпіонату світу 1990 року в Італії, чемпіонату Європи 1996 року в Англії та чемпіонату світу 1998 року у Франції.
Протягом кар'єри у національній команді, яка тривала 15 років, провів у формі головної команди країни 84 матчі, забивши 13 голів.

## Кар'єра тренера
Розпочав тренерську кар'єру відразу ж по завершенні кар'єри гравця, 2000 року, увійшовши до тренерського штабу клубу «Націонал».
В подальшому очолював низку румунських клубів, а також входив до тренерських штабів збірних Панами та Румунії.
З 2007 по 2011 рік з перервами був тренером «Стяуа».
Наразі останнім місцем тренерської роботи був клуб «Тиргу-Муреш», який Маріус Лекетуш очолював як головний тренер 2012 року.

## Титули і досягнення
- Чемпіон Румунії (10):

«Стяуа»: 1984-85, 1985-86, 1986-87, 1987-88, 1988-89, 1993-94, 1994-95, 1995-96, 1996-97, 1997-98
- Володар Кубка Румунії (7):

«Стяуа»: 1984-85, 1986-87, 1987-88, 1988-89, 1995-96, 1996-97, 1998-99
- Володар Суперкубка Румунії (3):

«Стяуа»: 1994, 1995, 1998
- Володар Кубка чемпіонів УЄФА (1):

«Стяуа»: 1985-86
- Володар Суперкубка Європи (1):

«Стяуа»: 1986